# Fort Langley
Fort Langley är en ort i Kanada.   Den ligger i provinsen British Columbia, i den södra delen av landet, 3 500 km väster om huvudstaden Ottawa. Fort Langley ligger 21 meter över havet och antalet invånare är 3 400.
Terrängen runt Fort Langley är platt åt sydväst, men åt nordost är den kuperad.Runt Fort Langley är det tätbefolkat, med 297 invånare per kvadratkilometer.. Närmaste större samhälle är Surrey, 18,8 km väster om Fort Langley.
I omgivningarna runt Fort Langley växer i huvudsak barrskog.